# Imants Kalniņš
Imants Kalniņš (ur. 26 maja 1941 w Rydze) – łotewski kompozytor. Autor symfonii oraz oper, w których dokonywał syntezy tradycyjnej formy oraz po raz pierwszy w ówczesnym Związku Radzieckim elementów muzyki rockowej.

## Twórczość

### Opery
- „Ei, jūs tur!” (pol. Hej, ty tam! według Williama Saroyana) – 1971
- „Spēlēju, dancoju” (pol. Grałem, tańczyłem według dramatu Jānisa Rainisa) – 1977
- „Ifigenija Aulida” (pol. Ifigenia w Aulidzie) – 1982

### Musicale
- „Król i żebrak” – 1968
- „Trzej muszkieterowie” – 1968

### Utwory instrumentalne
- Symfonia nr 1 – 1964
- Symfonia nr 2 – 1965
- Symfonia nr 3 – 1968
- Symfonia nr 4 „Symfonia rockowa” – 1972
- Symfonia nr 5 – 1979
- Symfonia nr 6 – 2001
- Koncert na orkiestrę – 1966
- Koncert wiolonczelowy – 1963

## Odznaczenia
- Komandor Orderu Trzech Gwiazd (Łotwa, 1998)[1]
- Krzyż Uznania I Klasy (Łotwa, 2008)[2]